# Obóz Rozdzielczy w Auchtertool
Obóz Rozdzielczy w Auchtertool – jednostka Polskich Sił Zbrojnych na Zachodzie utworzona dla przyjęcia żołnierzy Armii Polskiej w ZSRR, ewakuowanych do Wielkiej Brytanii z Bliskiego Wschodu oraz rozdzielenia ich pomiędzy Polskie Siły Powietrzne, Marynarkę Wojenną i I Korpus.
W dniach 24 marca – 5 kwietnia 1942 przeprowadzona została pierwsza ewakuacja Armii Polskiej w ZSRR do Iranu. Ewakuacją objęto 33.069 wojskowych i 10.789 cywili. Do obozu w Pahlevi przybyły między innymi oddziały 8 Dywizji Piechoty oraz lotnicy i marynarze. 
26 kwietnia 1942 w Chequers gen. broni Władysław Sikorski na spotkaniu z Winstonem Churchillem uzgodnił, że dla uzupełnienia Polskich Sił Zbrojnych w Wielkiej Brytanii ewakuowanych zostanie z Bliskiego Wschodu 8 tys. żołnierzy i 1.500 junaków, w tym 5,5 tys. żołnierzy dla I Korpusu, 1,5 tys. dla lotnictwa i 1 tys. dla marynarki.
W maju 1942, w celu przyjęcia żołnierzy i junaków ewakuowanych z Bliskiego Wschodu, dowódca I Korpusu, gen. Marian Kukiel rozkazał zorganizować obóz rozdzielczy. Obóz utworzony został w miejscowości Auchtertool położonej 4 mile od Kirkcaldy (Fife, Szkocja). 6 czerwca 1942 przeprowadzona została reorganizacja obozu oraz zmiana obsady personalnej. Nowym komendantem obozu w miejsce płk. dypl. Artura Maruszewskiego został płk kaw. Adam Bogoria-Zakrzewski, który pełnił równocześnie funkcję II zastępcy dowódcy Brygady Szkolnej. Zastępcą pułkownika Zakrzewskiego wyznaczony został major Bronisław Feliks Łoziński.
15 października 1942 w porcie Cardiff rozpoczęła wyładunek licząca około 5 tys. żołnierzy 8 Dywizja Piechoty. Po przetransportowaniu oddziałów dywizji do Auchtertool rozpoczęto rozdział żołnierzy do poszczególnych rodzajów broni. W pierwszym etapie oddzielono oficerów od żołnierzy. Następnie prowadzono zaciąg ochotniczy do poszczególnych rodzajów sił zbrojnych. Całe kompanie wcielono tylko do 1 Samodzielnej Brygady Spadochronowej.
Od 30 października 1942 obóz był stopniowo likwidowany. 20 stycznia 1943 został rozwiązany, a jego zadania przejęła Komenda Uzupełnień Nr 1. Do końca istnienia obozu zaewidencjonowanych zostało 6.965 żołnierzy, w tym: 144 oficerów, 1687 podoficerów i 5.134 szeregowych.
| Przeniesiono do                       | oficerów | podoficerów | szeregowych | razem |
| ------------------------------------- | -------- | ----------- | ----------- | ----- |
| Marynarki Wojennej                    | 3        | 87          | 695         | 785   |
| Sił Powietrznych                      | 43       | 452         | 925         | 1420  |
| 1 Dywizji Pancernej                   | 0        | 853         | 2301        | 3154  |
| 1 Samodzielnej Brygady Spadochronowej | 0        | 140         | 841         | 981   |
| pozostałych jednostek wojska          | 95       | 98          | 306         | 499   |
| nie przyjęto do wojska                | 3        | 57          | 66          | 126   |
| Ogółem                                | 144      | 1687        | 5134        | 6965  |